# 映画かよ。-Like in Movies-
『映画かよ。-Like in Movies-』（Like in Movies）は、駒谷揚によって制作されたYouTubeで配信中の日本のドラマシリーズである。

## 概要
シーズン１は2020年3月3日～2021年2月14日に18話、シーズン２は2021年6月5日～2022年4月16日に16話、シーズン３は2022年12月3日～2024年2月17日に22話公開されている。
最新シリーズのシーズン４は、2024年12月29日から公開開始している。
スラムダンス映画祭を皮切りに、数多くの国際映画祭で入賞・ノミネートしている（後述の「評価」参照）。
撮影は主に東京都渋谷区で行われているが、2022年8月、シーズン３の第37話「フランシス・ハ」において、初の海外ロケが韓国・ソウルにて敢行され、続く2023年6月にも台湾・台北にて台湾エピソードが撮影された。

## あらすじ
映画を愛し過ぎる映画おたく３人、仲真実（ミノル）、椿亜美（亜美）、乙村良（オト）の映画まみれの日常を描くショートコメディドラマ。
毎度巻き込まれるトラブルに「映画から得たヒント」で立ち向かうミノル達。果たしてハッピーエンドは訪れるのか？

## 作品の特徴と製作逸話

### 作品の特徴
作中に、既存映画のパロディやオマージュが無数に散りばめられており、「#」付きでタイトルが示される。また一話毎のタイトルも、実在する映画から本歌取りされており、冒頭で「Based on Real Movies」と表示される。
三度の飯より映画好きの面々が、日常の中で遭遇する事件やワンシーンを、映画に見立てて盛り上がったり、乗り越えたり、乗り越えようとして失敗する様が描かれている。
シリーズスタート当初は、サスペンスコメディタッチの作品が多く、登場人物たちの人間関係はドライな雰囲気だったが、シリーズ２から、生きづらさを抱える人間をそっと見守るエピソードも描かれるようになる。
またシーズン３に入ると、登場人物たちの内面や、センシティブな問題も扱われるようになる。

### 製作逸話
製作者の駒谷揚は「シリーズものを撮ろうと思い付いたとき、飽きずに撮り続けられるものと言ったらこれ（＝映画おたくの日常）しかないと思った」と語っている。また、自身も無類の映画好きである駒谷は「ミノルに自身を投影している」ことも明かしている。
また、作中に『この街を誰も出てはいけない』など、過去の駒谷揚作品との関わりが随所に見られることから、「駒谷ユニバース」の一部と考えられている。

## 登場人物

### 主要人物

#### 仲真実（演：伊藤武雄）
通称「ミノル」。本編の主人公で「自他ともに認める映画鑑賞マシーン」であり、ありとあらゆる映画を愛する真の映画おたく。尚、最も好きジャンルはミステリーとアメリカンハイスクールもの、そして「魂の一本」は『地下鉄のザジ』と公言している。
Instagramに映画レビューを掲載しており、タイラーＤを名乗る面倒な読者に粘着された経験がある。
情熱的かつ、おだてに乗りやすい性格で、行動力もあるが、空回りしやすい。目的達成のためには、珍妙な変装もすれば、他人の家へ家宅侵入することも辞さない。
映画おたく仲間である亜美こと椿亜美、オトこと乙村良らと行動を共にすることが多いが、交友関係は広く、映画監督、映画スクール講師、映画情報発信サイトの編集者らとも親しく、各方面から様々な面倒事を持ち込まれやすい。
飽きっぽく、面倒くさがりな一面がありながら、映画製作に情熱を燃やす者や、夢を抱くも挫折しつつある者らに優しく、彼らを助けたり、かばったりする必要があると判断したときは、震えながらも前に出る勇気を持ち合わせている。
美しい女性に弱いが、恋愛は苦手で、ちょっといいなと思っていた女性に恋人が出来たりすると、苦笑しつつも応援してしまうタイプである。
映画製作に関わっていた過去があり、劇中の駒谷揚監督（演：しんご。後述参照）の作品『この街を誰も出てはいけない』に出演したことがあるが、「もう俺、インディーズ映画からは足を洗ったんで」と述べている。（後述「エピソード一覧」の第13話「この街を誰も出てはいけない」より）。

#### 椿亜美（演：森衣里）
小柄な美人。竹を割ったようなさっぱりとした性格で、正義感が強く、映画館のマナー違反などを決して許さない「映画ヲタ・ジャンヌ・ダルク」。うじうじと思い悩むことが多いミノルやオトを尻目に「はっきり言えばいいじゃない」と、喧嘩も辞さない態度で他人に向かっていこうとするので、二人を慌てさせることも少なくない。
また、希少DVDに10万円ぽんと出したり、「VHSしか存在しない映画を観せてくれる秘密組織」の存在を知れば、恐れつつも懐に飛び込んで行くなど、観たいと思った映画に対して、勇気と漢気あふれる行動を取ることが出来る豪の者でもある。
その反面、好きになった男性に対してはつい遠慮がちになってしまったり、「霊の言うことが分かる」と称する、しょうもない男に惹かれてしまうダメンズ好きな一面も垣間見せる。
ミヒャエル・ハネケとダルデンヌ兄弟を狂信的に愛している。

#### 乙村良（演：谷口亮太）
通称「オト」。ミノルとは好対照を成す「内気で、人見知りなおたく」。映画おたくの仲間たちとしか生き生きと交流できないものの、ミノルや亜美ほどには映画に詳しくなく、二人の話題についていけずに「どうせ俺はまだ観てませんよ」などといじけることも多い。
主要人物三人の中では、最も恋愛に興味があるタイプで、出会った女性にほんのりと好意を寄せては失恋する様が繰り返し描かれる。多くは告白することもなく、憧れているうちに、相手に恋人ができるなどしてひっそりと諦めるパターンである。
就業している様子はないが、都内で一人暮らしをしている。実家が近いらしく、母親がおかずを持って訪れることも珍しくない。

#### 美帆（演：RISA）
亜美の親友で、非おたく。映画は好きだがあくまで常識の範囲内である。
あまりにも映画に囚われ、かつ男運のない亜美を心配し、「このままだと、ミノルたちみたいなヲタともだちしか周りに居ないまま、年取っちゃうわよ！」などと苦言を呈することもある。
自身はかなりの恋愛体質で、恋愛が絡むと、記憶喪失のイケメンを拾って一緒に住むなど、突拍子もない行動に出ることがある。（第11話「マルホランドドライブ」）。
他人の恋を応援することにも燃える性格で、男友達に好きだと言い出せない女の子の、女子力アップや告白の勇気を持つ手伝いをしたりする。（第22話「愛しのロクサーヌ」）
根は真面目な努力家。有能なキャリアウーマンだったが、恋人のために一念発起し、弁護士を目指している。また、学生時代に韓国に留学していたことも明かされている。（第37話「フランシス・ハ」）
亜美にとっては、仕事や恋など、映画以外の話が出来る貴重な友人の一人であり、パワフルすぎる美帆に度々振り回されつつも、一緒のときは、映画の感想すら彼女に寄せることがある（のちにミノルなど、話が合う者に本音を話して発散させている）。

#### スズカ：鈴夏（演：佐々木しほ）
映画おたく垂涎情報・垂涎グッズをもたらす謎の「映画何でも調達屋」。海外にも顧客を持つ、知る人ぞ知る一流映画ブラックマーケッターである。
必要以上に言葉を発さず、常にニヒルな笑みを浮かべ、商売の鉄則は「お金が先」。非DVD化鑑賞困難作品の上映会へのコンタクト方法など、良質の情報を扱う一方で、ハリウッドスターの偽サインを売りさばくなどのせこい商売もしている。オトは彼女の手下になりかけたことがある。（第31話「ナイトクローラー」）
ショートヘアに華奢な体つきの美しい女性だが、危険な取引でも臆さず、男の腕を捻り上げる猛者でもある。（第47話「ミレニアムマンボ/千禧曼波」）
実父の「この世の全ての映画を観た男」南雲により、幼少期から英才教育を受けているため、映画の知識は驚くほど広く深い。両親は離婚しており、母の手で育てられたが、実父の南雲とは程よい距離感で付き合いがある。（映画かよ。Ep20.1「花とスズカ 」～スピンオフ・モキュメンタリー～）
レズビアンであり、樹里と交際している。なお、スズカと樹里は「理想のカップル」として、映画おたくたちの羨望の的となっている。（第40話「ファムファタール」）
後に「レインメーカー」という会社を設立し、巨大企業に成長させる。（第36話「トレインスポッティング」）。

### 映画おたく仲間

#### 樹里（演：枝ちなみ）
長身の美女。本作中数少ない「バランス感覚のよい大人」の心を持つ人物で、パンセクシャル。映画が好きで、知識もなかなかのものだが、「たかが映画じゃない」というスタンスで、マウントを取り合う映画おたくたちとは距離を置いている。オトは彼女にほのかに思いを寄せており、映画クイズチャンピオンに一緒に出場しようと誘ったりするが、彼女は後にスズカと恋人同士になる。樹里とスズカは「お似合いすぎる理想のカップル」として、周囲から羨望の眼差しを集めることになる。スズカから強い影響を受けており、服装や口調を真似てビジネスの手伝いをしたりもするが、やきもちをやいてスズカを困らせることもある。（出演：第25話、第31話、第34話、第40話、第47話、第53話）

#### JOB：城之内來未、武星憲之（演：九里みほ、中嶌聡）
JOBこと「ジャパン面白い映画を撲滅させない会」とは、DVD化されていない鑑賞困難映画のVHS上映会を開いてくれる秘密組織。鑑賞料金は無料だが、上映日時と場所はJOB側が決定する。上映場所は極秘とされているため、客は迎えに来た車に乗り込み、目隠しをされて向かうことになる。亜美がスズカに2,000円支払うことにより、コンタクトを取ることに成功した。のちに女性の方は、ウクレレの名手であることが判明。YouTubeライブ配信に出演してくれるなど、亜美とはよい関係を築いているようである。（出演：第7話、第27話）

#### 樽井（演：青木伸輔）
タイムトラベル映画の権威で、このジャンルの映画を全て観ている、長身痩躯のニヒルな紳士。カイルのことが不可思議すぎて相談に行ったミノルとオトに、「歴史には自己修正能力がある」ということ、そして「2010年以降のプチタイムトラベル映画ブームを経て、タイムトラベルの定義が大きく広がった」ということを教えてくれた。
後に自身もタイムトラベルができるようになるのだが、その際に重大な過失を犯すことになる。（出演：第18話、第19話、第45話、第52話）

#### キーコ：紀伊子（演：植木歩生子）
亜美の友人。明るい性格で、恐らく亜美の周りで最も酒が強い。ほかの誰もが忘れている1年前の約束を、律儀に決行する生真面目さを持つが、携帯の新機種への移行作業が苦手なことが原因で音信不通になりやすく、友人間で死亡説が流れたことがある。（出演：第38話、第46話、第53話）

#### 古森潤（演：木下朝実）
亜美の後輩で、愛称は「ウルミン」。1990年代スリラーの大ファンで「言っとくけど、'90年代スリラーは、発明の宝庫だからね？」が持論。亜美に向かって「わたしは先輩ほど映画とリアルを混同していませんよ」とのたまうが、怪文書に驚き「もしかしたら人を轢き殺して死体を隠したかも」などと激しく事実誤認し、警察に駆け込もうとする危険な一面を持つ。地下アイドルをしていた過去を持ち、当時から自分をストーキングしている安岡とは、姫と爺やのような特殊な関係で、チケット取りなどに利用している。出演：第38話）

#### 中越恵麻（演：黒永明日香）
潤の友人。ちょっとした表情の変化や仕草から、他人の気持ちを読むことが得意で、安岡から「察する力がスゴいんです」と評される。自分の目的を果たすためにその特技を大いに利用しており、安岡にラース・フォン・トリアーの『キングダム』を又貸しさせるため、ある取引を持ちかける。また、占い師の順番待ちのあいだに、前の客の話を30分程度盗み聞きしただけで、「政府機関の機密情報を国外へ持ち出した男」の居場所を特定したことがある。（出演：第46話、第52話）

#### 和田知里佳（演：稲葉胡桃）
ミノルが臨時講師を務めた映画専門学校の授業に参加していた女子高生。夢は映画の脚本家になることで、並々ならぬ才能の持ち主でもあるが、ほぼフィクションであるストーリーを「実話に基づいたお話」と称し、そのことに少しも罪悪感を覚えないという危険な悪癖を持っている。一度、創作活動をする者のダークサイドに堕ちていたが、いつの間にか立ち直り、高校を卒業したのちはプロの脚本家となり、ゴーストライターという立場ながら、数々のヒット作を生み出している。（出演：第12話、第23話、第48話）

#### 塩原貴之（演：宮﨑良太）
ミノルの友人。缶コーヒーを飲みながら映画についての持論を展開し、感情が昂ぶると「畜生！」と叫んでコーヒー缶を往来に叩き付けるが、その後きちんと拾って片付ける。結婚などで人生のステージが変化し、悩みつつも、映画製作に対する情熱を持ち続け、お題が発表されてから48時間以内に映画を撮る48 Hour Film Projectなどに、ボロボロになりながらも挑戦し続けていた。しかし、作中で使用する「うめき声」を探していた際、オトが録音してきた音源を使用したことから、トラブルに巻き込まれ、愛妻・京子の実家に避難することになる。現在は映画製作は一旦休止し、彼の地で米作りに精を出している。米農家の京子の両親は塩原を気に入っており、ブランド米販売の折に「勝手にしやがれ米」という名前を付けてしまう程、影響を受けるに至った。（出演：第8話、第13話、第18話、「花とスズカ 」〜スピンオフ・モキュメンタリー〜、第25話、第28話、第34話、第35話）

#### 南雲（演：神崎孝一郎）
この世の全ての映画を観た男にして、スズカの実父。幼少時のスズカに映画英才教育を施した張本人でもある。現在のスズカとは付かず離れずの関係だが、お互いに静かな愛情を持っている。スズカの実母とは離婚しており、現在は別の家庭を持っている。（出演：「花とスズカ 」〜スピンオフ・モキュメンタリー〜、第40話、第53話）

#### 北見（演：菅幸彦）
ミニシアターが好きすぎて、多少常軌を逸している男性。オトがコロナ自粛期間中のミニシアター支援基金に募金していないことに激怒し、「ラミア～」と呪いをかけたり、スズカから煙草を押し付けただけのマシュマロを、騙されて売りつけられたりしている。（出演：第4話、「花とスズカ 」〜スピンオフ・モキュメンタリー〜、第31話）

#### 須賀誠（演：別紙慶一）
ミノルの友人。大学時代、ミノルと一緒に映画ネタばかりの漫才を学園祭でやったことがあり、後輩の大隈の結婚式で再演を依頼された。「洋画によく出てくるが、日本ではあまり売っていない食べ物」を食べたがり、怪しい取引に手を出したりもしている。（出演：第3話、第8話）

#### 植木賢太（演：シロタケシ）
MCUのファン。はまりすぎて、部屋から一歩も出ずに鑑賞し続ける「MCU廃人」になりかけるが、寅さんシリーズに誘導される。（出演：第9話、第15話、第26話、第34話、第52話）

#### 大隈大地（演：田中隆志）
ミノルと誠の後輩。自身の結婚式に、かつてミノルと誠が披露した「映画ネタ漫才」の再演を依頼するも、マリッジブルーで一騒動起こす。バイトでかつてデリバリーボーイをしていたピンクな過去を悔やんでいる。（出演：第8話、第20話）

#### 矢島くるみ：胡桃（演：石松千明）
大隈の婚約者で後の妻。自身の結婚式において、映画好きの両親を喜ばせるために、夫である大隈の先輩であるミノルと誠に、「映画ネタ漫才」を余興でやってほしいと依頼する。大隈以上に隠しておきたい過去を持つ。（出演：第8話、第20話）

#### 松岡（演：岩戸秀年）
通称「松ちゃん」。高校時代からのミノルの友人。自称「タイムトラベラー」だが、未見の映画を観たいだけなので、未来にしか行かない。タイムトラベルの件は、当初はミノルだけが信じていたが、後に弟子のカイルが現れ、本当にできるということが判明した。（出演：第5話、第18話、第13話、第33話）

#### 中西照（演：成瀬清春）
ミノルを尊敬し、映画鑑賞の師匠として仰ぐ。ほのぼのとした癒やし系イケメン風の見た目に反して、女癖が非常に悪く、女性絡みで平気で人を裏切ったりする。（出演：第6話、第13話）

#### 遠藤優衣（演：友咲まどか）
オトを尊敬し、映画鑑賞の師匠として仰ぐ。オトは彼女にほんのりと思いを寄せるが……。（出演：第6話）

#### 轟薫（演：吉澤尚吾）
映画ヲタ組織への潜入捜査を専門とする刑事。違法上映会へのカチコミの誘導などを主に担当している。ミノルとは11年前（2021年現在）に知り合い、「こいつと一緒に居れば、映画と映画おたくについて学べるかも」と思ったと告白しているが、現在では自身も立派な映画おたくへと成長を遂げている。（出演：第17話）

#### サンドラ（演：Miyaco）
通称「ノマドウーマン」。住まいを持たず、映画館を泊まり歩いた日数でギネスに挑戦している。彼女が持ち歩くバックパックに企業ロゴのバッジを着けてもらうというかたちで、スポンサーが数社ついている。巷では半分都市伝説扱いされており、見かけてInstagramなどに彼女の写真を投稿すると、幸せになれるという伝説が存在する。ノマド生活歴は約1年半で、きっかけは失業直後に拾った『冬の旅』のDVDであった。オトは彼女の生き方に憧れ、弟子にしてくれと頼み込む。（出演：第21話）

#### 仁藤（演：アジュ）
オトの映研の先輩。映画クイズチャンピオンに毎年出場するほど広く深い知識の持ち主だが、「もっと映画観ろよ」とマウントを取ることも欠かさない、典型的な「嫌味な映画おたく」である。（出演：第25話）

#### ヒバリ：雲雀（演：七味まゆ味）
やり手の女社長。明るい性格でビジネスには剛腕を振るうが、プライベートではやや他人に依存しやすい性格をしている。映画鑑賞を楽しみたいが、自分の「映画を選ぶ目」に自信がないため、ミノルを「専属映画アドバイサー」として雇う。（出演：第29話、第51話）

#### 幹久成雄（演：渡部克哉）
美帆がマッチングプリで知り合った男。とてつもなく映画に詳しく、彼と話を合わせたいと思った美帆が、亜美にヘルプを頼むが、実際に会ってみると……。（出演：第22話）

#### 佐野清美（演：川瀬絵梨）
成雄の友人の、映画おたくの女性。美帆のことを映画に詳しい女性と勘違いした成雄が、話を合わせるためにヘルプを頼んだ。話が合う亜美とは、後に非常に仲の良い友人となる。（出演：第22話、第32話、第35話）

#### 久保岳蓮（演：吉橋航也）
ミノルの旧友。『マッドマックス 怒りのデス・ロード』に感動しすぎて、その余韻を失うことを恐れ、次の映画が観られなくなる「映画余韻喪失不安症候群」を患っている。そのせいで、7年も他の映画を観られず、「ダイエットピル」なる怪しいドラッグに依存することになり、困窮し「手っ取り早い」からとスリなどの軽犯罪に手を染めるまでに身をやつしている。（出演：第36話）

#### 双葉宗高（演：中井健勇）
樹里がスズカと別れたのちに付き合い始めた男性。猛烈な007シリーズおたくで、四六時中007を鑑賞しているが、他の映画への興味は皆無である。惚れ込んでいる樹里と一緒に居るときでさえ、スマホで鑑賞し続け、上の空になりがちである。（出演：第40話）

#### 陣内サホ：咲歩（演：鈴木まゆ）
都内で暗躍するマフィア「陣内ファミリー」のドンの娘。ルックスは極上だが、反社の実父をして「危険な女」と言わせてしまう超問題児で、特に注意すべき「サホ取扱禁忌三ヶ条」が存在する。映画好きの父親の影響で、映画の知識は広範囲に及ぶ。非常に気まぐれな性格で、同行する友人を窮地に陥れ、その様子を楽しんだりする。ミルクシェイクを飲むと犯罪を犯したくなる危険な性癖を持っている。（出演：第44話）

#### 陣内攻（演：大嶋守立）
都内で暗躍するマフィア「陣内ファミリー」のドン。大の映画好きで、Facebookの映画好きグループで正体を隠して楽しんでいた流れでミノルと知り合う。超問題児の娘、サホに手を焼いており、ミノルに彼女のお守りを依頼する。（出演：第44話）

#### ゼントロッパ（演：安野由記子）
ミノルが亜美の『キングダム』を無断でメルカリに出品した際、買いたいと申し出た女性。真面目なOL風だが、映画に対して燃え上がるような情熱を抱いており、ラース・フォン・トリアーの『キングダム』を観たくてたまらず、20万円でDVDBOXを買おうとした。尚、「ゼントロッパ」はメルカリにて名乗っているハンドルネームであり、劇中本名は明かされていない。（出演：第46話）

#### ヴィッキー（演：JC/雷婕熙）
台湾の、映画グッズブラックマーケットでディーラーをしている美しい女性。報酬を「歩いた距離」で計算するため、歩数計を身に着けている。値段は1km/1,000台湾ドルである。映画関連ブラックマーケットディーラーは、彼女の一族の「ファミリービジネス」であり、西暦1899年創業と明かされている。クールな美貌とは裏腹に、人懐っこく冗談好きな性格で、発音しづらい名前だからという理由で、スズカを「リプリー」と呼んで、スズカに嫌がられる。職業柄、人をかついで大金をせしめることに一欠片の躊躇もないが、案外お人好しの一面も持っている。超イケメンの弟がいる。（出演：第47話）

#### ライアン（演：Ronny Chiou/邱任庭）
スズカの台湾のクライアント。ちなみにスズカに依頼したブツは『遊びの時間は終らない』の劇場公開時のパンフレットだった。台湾の映画ブラックマーケットに精通し、『ミレニアム・マンボ』のポスターを探すスズカに、ディーラーのヴィッキーを紹介した。スズカをランチに誘うが断られて撃沈する。陽気なお調子者に見せかけているが、油断ならない男でもある。（出演：第47話）

#### シンシャン（演：Shin Zhu Huang/信助）
『ミレニアム・マンボ』ポスターの取引現場に現れた「プランK」こと謎の取引人。その意図と正体をスズカから疑われ、腕をねじ上げられ、ポスターを放り出して逃亡しようとする。ヴィッキーに捕まって殴られるも、逃れることに成功する。物語の終盤に正体が明かされる。（出演：第47話）

#### 柚月菜々（演：田川恵美子）
プロのゴースト脚本家になった知里佳が、偽高校生として潜入した高等学校の教師。「昔から面談の堅苦しい雰囲気が苦手で、ちょっと前に観た映画の影響で、生徒や生徒の保護者とよい関係を築きたくて」屋外で三者面談をするスタイルを取っている。密かに小説を執筆しており、ミノルに「私の小説の最初の読者になってくれませんか」と依頼する。（出演：第48話）

#### 穂乃果（演：あじの純）
「トワイライト」シリーズに突如はまってしまった美帆が出会う、ハードコア・トワイライター。トワイライトファン同士で同居しており、トワイライトパーティに美帆を誘うが……。（出演：第54話）

#### 岡里（演：奥野裕介）
ミノルの友人。ミノルの幅広い映画愛をリスペクトしており、「俺一回ミノルと映画行きたかったし」と語る。監督のオンライン・ティーチ・イン付きの『ファースト・カウ』試写会無料招待券をゲットするも、一緒に行くことになっていた友人から断られてしまう。（出演：第56話）

### 映画業界関係者

#### 駒谷揚（演：しんご）
ほがらかな笑顔と快活な性格が魅力の映画監督。かつてミノル主演で『この街を誰も出てはいけない』という映画を撮ったことがある。48 Hour Film Projectに参加しようとしており、ミノルに出演を依頼するも、断られてしまう。その後何とか出演者を見つけるも、トラブルに見舞われ……。（出演：第13話、第29話、第39話、第45話）

#### 鶴野優（演：宮村アキラ)
CMプロデューサー。ミノルと『アメリカン・サイコ』ばりの名刺バトルを繰り広げる。塩原の映画『ミッドナイトミッドモーニング』に使用されていたうめき声のクレジットとして、名前を貸したミノルを、リッチーと勘違いして捕まえに来た刑事たちに引き渡す。のちにミノルに自分の勘違いを詫び、仲直りする。面倒なことを他人（＝ミノル）に押し付け、結果に文句を言うなど、映画かよ。世界には珍しいちゃっかり男子である。（出演：第35話、第39話、第52話）

#### 楢川薫/タイラーD（演：すがおゆうじ）
映画人生ドットコムの編集者。かねてよりミノルのInstagramのファンだったため、レビュアーとして彼をスカウトした。
普段は常識的なサラリーマンだが、実は「タイラーD」という別人格を持っており、各種SNSにて、フォロワー狙いの映画レビューや、宣伝目的のおべっか批評にしつこく粘着するという問題行動を取っている。尚、楢川本体とタイラーDとは、会話が出来るほど分裂が進んでいる。（出演：第15話、第28話）

#### セツコ：金井世津子（演：菅川裕子）
ウェス・アンダーソン監督の下で、シンメトリー・チェッカーとして働いていた経歴を持つ女性。現在は帰国し、フリーマーケットでアンダーソン監督作品の小道具を売っていると噂されている。ウェス・アンダーソン監督の大ファンである亜美は、彼女に接近するために、自分もフリーマーケットを開く。（出演：第24話、第45話）

#### ブリジット（演：樹月麗奈）
才能とセンスあふれるショートフィルム作家にして、ミステリアスな美女。日本人だが、世界中を飛び回って撮影をしている。作品をNFTとして販売しているが、「取引を文書として残したい」という理由から、手紙でしか取引に応じない。彼女の作品「ラストナイトインソウル」を、買い取った鶴野から見せてもらったミノルは、その面白さに驚愕することになる。（出演：第39話）

#### 沙織/シネマドモアゼル（演：三矢遊）
「気分が滅入りがちがあなたにとてもお勧めできない憂鬱映画を紹介する『一昨年マリエンバートで』」という番組を放送しているポッドキャスト配信者。美しい声で、視聴者をどん底に叩き落とす鬱映画を紹介してくれる。自宅を延々と映した映像やら、趣味でない映画のリクエストなどを送り付けてくる迷惑ファンに悩まされている。（出演：第40話、第49話）

#### 華琳/ファリン（演：璃娃）
スズカの知り合いの、美しい中国人脚本家。日本で脚本が売れ、自らが監督し映画を撮影する話になっていたが、就労ビザを出していた会社が潰れてしまうという悪運に見舞われる。日本人の婚約者が居るとビザ延長に有利だからと、婚約者のふりをしてくれる男性を探しているときに、スズカからミノルを紹介される。（出演：第42話）

#### 古谷（演：工藤巧）
ミノルの友人。元は映画専門学校の教師で、その後おすすめ映画アドバイザーなど、映画関連のニッチな職を転々としている。ミノルに映画専門学校の臨時講師や、やり手の女社長ヒバリの専属おすすめ映画アドバイザーというアルバイトを紹介したのも彼である。（出演：第12話）

#### 杜葉子（演：速水裕子）
多くの人気脚本家が所属する脚本エージェンシー「グリーンライト」のやり手エージェントにして、目を見張るような美女。「５秒に一度のクライマックス」を理想として掲げ、卓越した審美眼で優れた才能を見出す。本作中、数少ない「バランス感覚のよい大人」の心を持つ人物でもある。（出演：第12話、第23話）

### その他

#### 小宮山栄太/くりす☆ちゃん（演：もとき）
亜美の元彼で非ヲタ。「映画と俺どっち取る？」という愚問をぶつけて振られた挙げ句、一時期亜美のストーカーと成り果てていた。格闘技が趣味で、特にガン=カタを極めており、くりす☆ちゃんという名前で「１分でマスター出来るガン=カタ」というYouTubeチャンネルを配信していて、チャンネル登録者数は577人である。ミノルと杜葉子がボディガードを必要とした際、亜美から電話番号を聞いたミノルが連絡したところ、快く協力してくれたり、亜美がビビアンのために大金を稼ぐ必要が生じた際には、YouTubeのライブ配信の手伝いをしてくれたり、ひと肌脱いで「俺、やるよ、フル・モンティ」と男性ストリップを披露しようとするなど、非常に性格のよいところを見せている。（出演：Ami vol.1 500日のアミー、第23話、第31話、第41話）

#### リッチー/洸太（演：山田龍弥[安河内龍弥]）
美帆が道端で拾った記憶喪失のイケメン。自分の名前すら思い出せない重症者だったが、イケメン故に美帆に惚れ込まれ、同居することが許されていた。亜美の希少DVDを奪って逃走していたが、違法上映会に関係したため逮捕される。その後、脱獄中に襲撃され、頭を強打される不運に見舞われる。現在は美帆とやり直すために自首し、服役中である。（出演：第11話、第34話、第35話）

#### カイル１＆２（演：山下タクロウ、神田智史）
松ちゃんこと松岡の、タイムトラベルの弟子。『ワンダーウーマン1984』を公開当時の映画館で観るために、未来からやって来たと称する。快活な性格で、ミノルに対して遠慮なく振る舞う。亜美とオトは彼の正体に興味津々になるが……。（出演：第18話、第19話、第36話）

#### 安岡（演：豊島歩)
潤のストーカー。8年もストーカー行為を続けているが、害を及ぼすことはないため「人畜無害だし」と称され、特に通報されることもなく放置されている。自分から潤に話しかけることはないが、声をかけられれば会話に応じるし、求められればストーキング記録を潤本人に提供したり、チケット取りなどに奔走したりもする。しかし奔走の甲斐なく、潤の望みどおりに事が運ばなかったときには、「安岡の責任でもあるんだからね」などと理不尽に罵られたりもする。（出演：第38話、第46話、第52話）

#### 相間玲司（演：田中涼)
美帆の恋人、リッチーと「府中刑務所で同室だった」と名乗る爽やかなイケメン。リッチーからのメッセージを美帆に届けたあと、彼女の「次の男探し」を手伝うと申し出る。（出演：第50話、第54話）

#### ビビアン：香奈（演：秋葉美希)
奔放でマイペースな性格のコールガール。殺人事件を目撃してしまい、裁判で証言するまでの間、保護されることになる。保護中に関わらず好き放題に振る舞おうとする彼女の見張り役を、亜美が押し付けられる。亜美とくりす☆ちゃんは、彼女が足を洗う手助けをする。（出演：第30話、第41話）

#### 塩原京子（演：中村早希）
亜美の友人で、塩原貴之の妻。登場時は塩原の恋人だったが後に結婚。人生を支配されるほど映画にのめり込んでいる塩原、及びミノルなど塩原の友人たちを、本心では「ばかみたい」と思っており、実際に口にし、ミノルから「ばーか！ブース！」と罵られ、亜美に苦情を入れた。
結婚後は貴之のよき理解者となり、映画の趣味は相容れないものの、貴之の創作活動を応援している。（出演：第5話、第13話、第28話）

#### 乙村章子（演：小暮智美）
オトの母親。一人暮らしをするオトの健康を案じて、美味しい春巻きなどのおかずを度々差し入れてくれる。（出演：Oto vol.2 オトはデジャブ）

#### 襟元勇平（演：藤井久泰）
非常識な映画ファン。映画館で上映中に何度もスマホを見たり、「カイザー・ソゼ」など多数のアカウントを持ち、Twitterなどでネタバレを垂れ流して映画おたくたちから嫌われているが、生意気にも彼女がいる。（出演：第1話、第15話）

#### 小林世莉（演：坂本佳乃子）
タイムループに陥ったオトから好意を寄せられ、何百回も尾行される女性。非常に可愛らしく、粛々と亡き父の墓参りをする姿はけなげそのものだが、その正体は……。のちにリーガルスクールで学び始め、インターンとして法律事務所で働き始める。（出演：Oto vol.2 オトはデジャブ、第14話、第43話、）

#### 瀬田祐樹（演：宮尾昌宏）
亜美の彼氏。困っている者を放っておけない優しい性格の持ち主だが、「霊の声が聞こえる」ため、デート中でも道端の霊と話してばかりいる。ある日、究極の霊助けを決心した彼は……。（出演：第16話、第49話）

#### VHS（演：空ゆきこ、原島正喜）
正式名称は「ヴォイス・オブ・ヘル・シャドウ」。ハードコアで歪んだ思想を持つ、自称シネフィルのグループ。自分たちの映画の定義に異論を許さない、映画ヲタ・半グレ集団。スパイを送り込むなどして、警察とは攻防戦を繰り広げている。（出演：第17話）

#### ブルー（演：南智章）
VHSから警察へ潜入しているスパイ。警察側も著作権法違反にあたる無断上映会などを取り締まるために、轟刑事のような人物を、半グレ・ヲタの会に潜入させて調査しているので、VHS側も、逆スパイすることで捜査網をかいくぐろうとしているのであった。（出演：第17話）

#### 女詐欺師（演：田口操）
スズカがFacebookの映画グループで知り合った女性。とある「映画によく出てくるが日本では入手が難しい食べ物」を、アメリカから空輸してまで常備している。ミノルと誠のために、ユーロスペースで映画を観たあとその食べ物を持ってきてくれた。（出演：第2話）

#### カフェでくつろぐカップル（演：劉官柏、吉住由香里）
デート中に『ジョーカー』について「アンチヒーローを人間的に描いたことが新しい」と楽しく語っていたのに、隣のテーブルに座っていた塩原に「そんなの全然新しくないですよ。古くは……」と、突然うんちくを語られて唖然とする。（出演：第2話）

#### ヤンキーカップル（演：鈴木まゆ、若井志門）
ノマドウーマンことサンドラに憧れて、ノマド生活を始めたオトに絡んでくる街の不良カップル。サンドラにフライパンで撃退される。（出演：第21話）

#### 車のクライアント（演：水野宏）
サンドラのスポンサーの一人。宣伝のために彼女のバックパックに着けてもらう、企業ロゴのバッジを手渡しに来る。（出演：第21話）

#### カウボーイハットの男（演：坂田樹洋）
杜葉子が「優れた脚本を手に入れるために応じた危険な取引」にて、間繋ぎ的な役割を果たした男。我が身に迫る危険を察知し、取引を辞めようとするが、一足遅くクリスチャンにタコ殴りにされて撃沈する。（出演：第23話）

#### 原刑事（演：マルコ）
自分のポケットから取り出した大麻を振りかざしながら、「お前、何か落としたぞ？」と言って脅迫する、強面の悪徳刑事。女性に対するストーカー行為で通報されたこともある。（出演：第20話、第30話、第37話）

#### 氏神神父（演：山﨑雅志）
特殊なキリスト教一派の神父。自身の罪を戒めるために体に鉄条網を巻き付け、帰宅後は棘だらけの鞭で自らの背中を鞭打つ。出先でも、罪の意識に耐えられなくなると、おもむろにベルトを外して自身を鞭打ち始める。告解された内容に耐え切れず、ノマドウーマンことサンドラについて相談に来たオトに、逆告解を懇願する。（出演：第26話）

#### ジョン・ドウ（演：初見弘貴）
氏神神父の下に、毎週告解に来る男。ハリウッドスターの偽サインをメルカリで売り捌いている。一人暮らしで彼女はおらず、好きな映画はアクション系で、好きな女優はジーナ・ガーションとキャリー＝アン・モスとスカーレット・ヨハンソンである。（出演：第26話）

#### 工藤若菜（演：池松亜美）
亜美の後輩。優しくて稼ぎのいい翔という婚約者が居るが、登山中に落石に遭った際、翔が一目散に逃げたことに傷付き、結婚していいか迷う。（出演：第27話）

#### 吉川翔（演：岡崎森馬）
亜美の後輩で、工藤若菜の婚約者。若菜を心から愛しているが、臆病で、ピンチの度に体が勝手に反応して、若菜を放り出して逃亡してしまうことに悩んでいる。（出演：第27話）

#### ゼッド、アイ、ケイ（演：畠山U輔、河本あか梨、内海琴葉）
映画製作運動「ドグマ99」の掟に則り、映画を撮っている三人組。スランプに陥っていた塩原が、偶然撮影中の彼らを見つけ、交渉して仲間に入れてもらう。作品は、ミノルや楢川が「斬新かつ素晴らしい作品」と大絶賛するほどのものだが、あくまでも「ドグマ99」の規律を守りたい彼らは……。（出演：第28話）

#### シガー（演：太田和成）
謎の殺し屋。オトが拾った札束入りのアタッシュケースに入っていたGPSを頼りに、どこまでも追ってくる。本家シガーと同じく、殺人には屠畜銃を使用する。（出演：第32話）

#### ジョギングフォトの女（演：ミカ）
ジョギングフォトが趣味だったが、オトたちが投げ捨てていったシガーのGPS入りキーホルダーを偶然拾ったことにより、シガーに殺害された。尚、彼女は『映画かよ。』の中で初めて殺害された人物である。（出演：第32話）

#### ヤンキーカップル（演：鈴木まゆ、小林牧歌）
隠しておいた『ビンゴ!』のDVDを手に取り、公園でほくそ笑むサンタクロース姿のリッチーを襲撃し、ボコボコにするヤンキーカップル。『ビンゴ!』のDVDとサンタ帽を奪って逃げてしまう。（出演：第34話）

#### 刑事たち（演：Mako、水野宏)
塩原の映画『ミッドナイトミッドモーニング』に使用されていたうめき声を、現在逃亡中の脱獄犯のものだと確信し、捕らえようとしている二人組の刑事。（出演：第35話）りな

#### 和田（演：髙橋篤弘)
亜美の発言に腹を立て、瓶ビールをあおりながら歩いていた美帆をナンパしてきた男。美帆の人生観を変えることになる、韓国一人旅を勧めた。また、一面識もない他人であるミノルを窮地から救うなど、優しい一面を持っている。ゴースト・バスターズのTシャツがお気に入りで、いつも着ている。（出演：第37話、第44話）

#### フリーク/ヒョヌ（演：TJ)
美帆が、和田から頼まれた荷物を引き渡すために出向いた待ち合わせ場所で待っていた、爽やかな笑顔の韓国イケメン。一人ぼっちの海外で萎縮していた美帆を、ソウル観光に連れ出してくれる。（出演：第37話）

#### 御堂シンヤ（演：小林牧歌)
元犯罪者。怪文書を郵送して他人を脅し、口止め料を振り込ませる詐欺行為を働いて服役したことがあるが、現在は出所し、就業もしている。ミノルのミスリードにより、亜美と潤から「自分たちを脅迫している犯人」であるという疑いを持たれ、憤慨する。（出演：第38話）

#### 浅尾隆也（演：石山将隆)
ブリジットからショートフィルムを買おうとし、代金を振り込むも、待ち合わせ場所で先に彼女に声をかけたミノルが勘違いされ、データを受け取りそこねて憤慨する。関西弁でまくし立て、ビフそっくりの仕草でミノルを煽るやんちゃな男性である。後にミノルと意外なところで再会する。（出演：第39話、第55話）

#### 佐田（演：高宮隼人)
ビビアンのポン引きで、自称「佐田・ザ・マーメイド」。ビビアンがコールガール稼業から足を洗うための手切れ金として、500万円を要求する。熱心なベイスターズファンでもある。（出演：第41話）

#### 沖田（演：Ikebe Hayato)
佐田の用心棒。かなり腕の立つ武闘派で、ガン=カタの使い手であるくりす☆ちゃんこと栄太を瞬殺する。一言もしゃべらず、異様な迫力をかもし出しているが、意外な特技を持っている。（出演：第41話）

#### クラファンマスター（演：保土田寛)
スズカが亜美とビビアンに紹介した、クラウドファンディングの全てを知る男。呆然とした表情で、クラウドファンディングで目標金額を集めるための心得を教えてくれる。（出演：第41話）

#### 村中力也/ゴローネンバーグ（演：澄田壮平)
「一昨年マリエンバートで」という人気ポッドキャスト番組を配信するシネマドモアゼルこと沙織の迷惑ファン。沙織の自宅を延々と映した動画や、沙織が決して取り上げないような「せつなホラー」映画を、「一昨年マリエンバートで」で取り上げるよう、しつこくリクエストをするなど、ストーカーすれすれの行為を繰り返している。（出演：第49話）

#### 謎の男（演：KOJI)
樹里に「押すと100万ドル手に入るが、見知らぬ誰かが死ぬ」ボタンを渡すミステリアスな紳士。アストンマーチンに乗って颯爽と現れる。（出演：第53話）

#### 馬場（演：池内祥人)
スズカの後を付けていて、捕獲される男。実は樹里が預けられた「押すと100万ドルもらえるが、見知らぬ誰かが死ぬ」ボタンを押してしまった経験があり、ずっと後悔している。（出演：第53話）

#### 樹里の女友達（演：アン・オッスン)
樹里の大学時代の友人。事情が分からぬまま樹里に呼び出され、謎のボタンを預けられそうになるが、乗り込んできたスズカに追い払われる。（出演：第53話）

#### 葉山先生（演：滝上裕二)
渋谷区氷川区民会館で詩のクラスを担当している紳士。詩作に対する燃えるような情熱を持っていて、「詩を作る心の準備がある」ことを何よりも重要視する。故に初心者の生徒に優しいが、「焦ってテキトーな詩を書くくらいなら、何も書かない方がいい‼」という、かなりテキトーなアドバイスをすることがある。（出演：第55話）

#### 坂千鶴（演：滝野瀬あゆか)
文化遺産としての詩を守る秘密結社「ポエティック・ジャスティス」日本支部の構成員。清楚な美女だが、詩のために害悪になるとみなした人間を拉致し、「矯正プログラムにかける」と称してディラン・トマスの詩を爆音で何時間も聴かせ続けるという熾烈な拷問を加える危険人物である。（出演：第55話）

## エピソード一覧

### シーズン１
全18話。チャンネルの紹介文は「映画ヲタクたちの、映画に支配された日常を描く、ショート・コメディシリーズ。」のちのシーズン２、３に比べて、軽妙なコメディタッチの作品が多く、一話平均10数分と短いのも大きな特徴である。また、シーズン１最終話、第18話「ターミネーター」は、シーズン２の幕開け、第19話「ロード・オブ・ザ・リング」の前編となっている。
第1話「ユージュアルサスペクツ」「映画館で迷惑行為をした男を尾行し、家を突き止めた」というオトに呼び出されたミノル。男と対峙しようとするオトを止めようとするが……。
第2話「明日に向かって撃て！」苦悩しつつも映画を撮り続けるミノルの友人、塩原。ミノルが新作を誉めると「この作品に賭ける！」と貯金を全額下ろそうとする。
第3話「ゴーストバスターズ」「洋画によく出てくるが国内で売っていないアレをどうしても食べたい！」ミノルと誠は長年の夢を叶えようと、情報屋スズカと連絡を取るのだが……。
第4話「幸福の黄色いハンカチ」コロナの緊急事態宣言も明け、久々に再会したミノル、オト、亜美。「自粛期間中は映画を観ない」と約束しあったミノルとオトだったが、その約束を守れたのはオトだけで……。
第5話「コンタクト」３年前。高校時代からの友人、松岡とバッタリ再会したミノル。二人は亜美を交えて飲むことになるが、松岡は自称タイムトラベラーの変わり者だった……。
第6話「ニキータ」ミノルの映画知識を敬い、ミノルを「師匠」と崇める若者、照が現れる。「師匠！」と呼ばれ、有頂天のミノルが羨ましいオトは自分も映画の弟子を得ようと「弟子活」を始めるが……。
第7話「美女と時計とアブナイお願い」入手困難な映画を観せてくれる「JOB」という秘密組織の存在を知り、早速ずっとみたかった映画をオーダーする亜美。しかし、鑑賞には特別な条件があった……。
第8話「ブロードウェイと銃弾」後輩、大隈から結婚式の余興として「映画ネタ漫才をやってほしい」と依頼され、大いに燃えるミノルと誠だったが……。
第9話「MCU」マーベルのMCU映画にどハマりし、仕事も辞め、彼女とも別れて家に閉じこもるMCU廃人、賢太。オトとミノルは彼を救うべく行動を起こすが……。
第10話「スプリット」「映画人生.com」で意気揚々と映画レビューを書き始めたミノルに「タイラーD」を名乗る謎の人物からアンチDMが届くようになる。
第11話「マルホランドドライブ」親友の美帆から「男性と一緒に住み始めた」と打ち明けられる亜美。喜ぶ亜美だったが、その男性、「リッチー」は記憶喪失であるらしく……。
第12話「スクールオブロック」映画専門学校講師の友人、古谷から「臨時講師」を頼まれたミノル。授業で、並々ならぬ才能の持ち主、知里佳に出会ったミノルは……。
第13話「この街を誰も出てはいけない」過去に一緒に短編映画を撮った監督にバッタリ出会うミノル。監督は「48hour film projectに俳優として参加してほしい」とミノルに頼むのだが……。
第14話「恋はデジャブ」同じ１日を繰り返すタイムループ状態に陥ってしまうオト。繰り返される同じ１日の中で出会った謎めいた美女、世莉に接近しようとするが……。
第15話「M」都内某所に集結する、ミノル、亜美、オト、賢太、杜葉子、そしてタイラーD。彼らはSNSでネタバレを繰り返す男を懲らしめるべく、ある計画を立てる。
第16話「シックスセンス」亜美は悩んでいた。霊と話せる恋人、祐樹は、デート中でも霊と話してばかりいるのだ！ある日究極の「霊助け」を思い付いた彼は……。
第17話「インファナルアフェア」過激な映画思想を持つ映画ヲタ半グレ集団「VHS」に拉致されたミノル。自分にかけられた「ある疑惑」について必死に弁解するミノルだったが……。
第18話「ターミネーター」ある日、「タイムトラベラー、松岡の弟子」を名乗る青年、カイルがミノルを訪ねてくる。未来のことをペラペラ喋る彼の正体は！？

### シーズン２
全17話（映画祭用エピソード「見知らぬ乗客」も含む）。チャンネルの紹介文は「パワーアップした映画ヲタクたちの、映画まみれの悲喜劇。魅力的な女性ゲストたちも大活躍する充実したシーズン。是非ご覧あれ！」笑える話がメインだったシーズン１と比べて、ホームレス女性（第21話「ノマドランド」）や、かつて有名監督の下で働いていた訳あり女性（第24話「ムーンライズ・キングダム」）、独自のルール下で映画撮影をする都市伝説的な集団（第28話「ドグマ９５」）など、多彩なゲストキャラが登場した。
第19話「ロード・オブ・ザ・リング」未来から来たカイルの正体、そして彼の身の上に起こった怪現象に驚愕したミノルとオトは、タイムトラベル映画の権威、楢井に相談に行く。一方亜美は究極の選択を迫られて……。
第20話「ヒート」新婚ホヤホヤの大隈から「妻を置いて高飛びする」と告げられるミノル。大隈を思い止まらせようと、大隈のマンションを見張る刑事に接近するミノルだったが……。
第21話「ノマドランド」「根無し草生活に憧れる！」と言い出すオト。連日映画館を泊まり歩いていると噂の放浪映画ヲタク「ノマドウーマン」ことサンドラの存在を知り、弟子入りを申し込むが……。
第22話「愛しのロクサーヌ」美帆からSOSを受け取る亜美。アプリで知り合った男がかなりの映画通なので、美帆の代わりにLINEでやり取りして欲しいというのだ。しぶしぶ引き受ける亜美だったが、思いの外手強い相手で！？
第23話「リベリオン」優れた脚本を手に入れるため、危険地帯での脚本取引に手を出す映画脚本エージェンシーの杜葉子。葉子のボディガードを買って出るミノルだが「腕っぷしの強い相棒を連れてきて」と言われてしまう。
第24話「ムーンライズキングダム」「ウェス・アンダーソン監督の下で働いていた女性がフリーマーケットで撮影小道具を売っている」驚くべき情報を手にした亜美とオト。ウェスファンの亜美は何とか彼女に接近しようと作戦を立てる。
第25話「オーシャンズ11」映画知識マウンターの先輩、仁藤が「映画クイズ大会」に出場すると聞いたオト。自分もチームを組んで仁藤チームと対決しようとチームメイトを集め始めるが、頼みの綱の亜美に断られてしまい……。
第26話「私は告白する」罪の告解をするため、キリスト教一派の神父、氏神に会うオト。しかし氏神神父から逆に悩みを相談されてしまう。解決に乗り出すオトとミノルだったが、映画絡みの犯罪に巻き込まれ！？
第27話「フレンチアルプスで起きたこと」亜美は婚約中の後輩、若菜から「結婚を迷っている」と深刻な相談を受ける。一方若菜の婚約者、翔も、自分の不甲斐なさに悩んでいた。亜美は「映画の力」で二人を救おうとするが……。
第28話「ドグマ９５」ミノルと楢川は、街で「ラースフォントリアーが唱えたドグマ９５の掟」ならぬ「ドグマ９９の掟」に則り、映画撮影を行う謎の三人組に遭遇する。ミノルから話を聞いた塩原は、自身のスランプ脱出のため、三人組に接触を試みる。
第29話「パーソナルショッパー」やり手の女社長ヒバリの「パーソナル映画アドバイザー」に就任したミノル。ヒバリはミノルが薦める映画を貪欲に鑑賞していくが、映画は彼女の生活に意外な影響を及ぼし始める。
第30話「刑事ジョンブック 目撃者」ミノルから「殺人事件を目撃したコールガール」ビビアンの保護を押し付けられた亜美。裁判まで、何とか大人しくしていてもらいたいのだが、奔放すぎる性格のビビアンに振り回され……。
第31話「ナイトクローラー」映画の影響でバイトを探し始めるオト。「映画ヲタ専門のバイトアプリ」で探すと、ミノル達がよく世話になる「映画ヲタアイテム＆情報 調達屋」のスズカがアシスタントを募集していて……。
第32話「ノーカントリー」大金の詰まったアタッシュケースを偶然発見したオト。亜美と清美に相談するのだが、実はアタッシュケースにはGPSが！ ナゾの男に執拗に追跡されることになった三人は……。
第33話「リンカーン弁護士」「映画のアイディアをパクられた！」息巻くオトをなだめるミノル。オトの暴走は止まらず、弁護士とアポを取ってしまう。そして面談の日。現れたのは、車中泊のアル中弁護士、河野だった。
第34話「ミッドナイトクロス」「新作映画に使う『うめき声』を探している」と塩原に相談されるミノル。友人を集めて「うめき声」を録音するが、理想の声は見つからない。一方、夜の公園で趣味の効果音収集をしていたオトは犯罪の現場に出くわしてしまう……。
映画祭用エピソード「見知らぬ乗客」「新幹線で交換殺人を持ちかけられた！」友人、蓮見から相談され、悩み抜いたミノルは亜美と共に、その男「サイコフェイス」に会いに行くことに。しかし話を聞いてみると……？

### シーズン３
全21話。チャンネルの紹介文は「初の海外ロケ実現！キャラの内面やセンシティブな問題も描かれ、より深みを増す映画かよ。ワールドをお楽しみください！」韓国（第37話「フランシス・ハ」）、台湾（第47話「ミレニアムマンボ/千禧曼波」）での海外ロケが敢行されたほか、おなじみのキャラたちの深層心理や、これまであまり描かれなかった恋愛が描かれるなど、新境地を拓く試みがなされている。
第35話「ミッドナイトラン」亜美との約束の日に、姿を現さなかった美帆。しかもその後、部屋も引き払い、行方が分からなくなってしまう。必死に探し続ける亜美は、清美が「美帆を見た」と言った街まで会いに行くのだが……。
第36話「トレインスポッティング」ある日ミノルがスリを追いつめたら、旧友、久保岳だった！　久保岳は、7年前に観た映画の余韻を失いたくなくて、次の映画が観られない「映画余韻喪失不安症候群」を患っていた。「映画観ないと死ぬ！」が信条のミノルは、亜美に相談し、久保岳を救おうとするのだが……。
第37話「フランシス・ハ」「美帆は一人じゃ何も出来ない」亜美に言われて憤慨する美帆。ナンパしてきた男、和田にイライラをぶつけていたら、「それだったら一人旅してくるといいよ！　韓国面白いよ！」と勧められ、旅に出ることにするのだが……。
第38話「ラスト・サマー」「去年の冬、何をしたか知ってるぞ！」差出人不明の怪文書を受け取った亜美は、手口の似ている映画『ラスト・サマー』が好きな後輩、古森潤が犯人と思って呼び出す。が、潤自身も同じ手紙を受け取っていた。犯人探しに乗り出した二人は、次第に暴走し始め……。
第39話「ハプニング」鶴野から「レアなショートフィルムの取引をするので、その様子を撮影してほしい」と頼まれたミノルは、ミステリアスな美女ブリジットから、無事にフィルムは受け取る瞬間の撮影に成功する。しかしその後、鶴野が職場で口を滑らせたせいで、事態は思わぬ方向に進み……。
第40話「ファムファタール」「お似合いの二人」と言われていたスズカと樹里だったが、別れてしまい、樹里には007おたくの彼が出来る。スズカは相変わらず、自由にわが道を生きているように見えたが……。
第41話「誘惑のアフロディーテ」偶然ビビアンと再会する亜美。しかしビビアンはコールガールを続けており……何とか辞めさせたかった亜美は、ポン引きの佐田に直談判するも、「辞めさせたいなら500万寄越せ」と言われてしまう。500万を得るために、亜美が思い付いた奇策とは!?
第42話「グリーンカード」ある日スズカから呼び出されたミノルは、ビザを必要としている中国人脚本家との偽装結婚を依頼される。美しい彼女の写真を見せられるも、固辞するつもりだったミノルだが、彼女の脚本を読んでしまい……。
第43話「ザ ファーム 法律事務所」リッチーを救うために弁護士になる決意をした美帆は、司法試験予備校で、かつて別の男を奪い合った恋敵、世莉と再会する。世莉の紹介でパラリーガルとして働き始めるも、勤め先で謎の死の連鎖が起こり……!?
第44話「パルプフィクション」気の合う映画ヲタ仲間と思って会ってみたら、反社だった!?　「陣内ファミリー」のドンから気に入られてしまったミノルは、実の父すら「危険な女」と称する娘、サホのお守りを頼まれてしまい……。
第45話「バタフライ エフェクト」タイムトラベル映画の世界的権威、樽井は、タイムトラベル能力を身に付けていた。しかし過去の世界に出かけた際、ある過ちを犯したことから、ミノルが非業の死を遂げる運命となってしまい……!?
第46話「キングダム」楢川から、伝説のホラーシリーズ『キングダム』の続編日本公開の情報を掴んだミノルは、本作のDVDBOXの値段が高騰していることを知り、亜美に売らせようと目論む。亜美は後輩の潤に貸出中であることを思い出し、返してもらおうとするのだが……。
第47話「ミレニアムマンボ/千禧曼波」ビジネスのために台湾へやってきたスズカ。首尾よく取引を済ませたあと、『ミレニアム・マンボ』のポスターが欲しい彼女は、顧客のライアンに「古い映画のポスターを買える店はあるか」と尋ねる。「手に入れられる奴を知っている」ライアンが紹介したのは、映画グッズのブラックマーケットディーラー、ヴィッキーという女性で……。
第48話「バッドティーチャー」ゴーストライターながら、プロの脚本家としてヒット作を飛ばし続ける知里佳と再会したミノルは、彼女から「オリジナル作品の取材のために高校に潜入している」と聞かされ仰天する。しかも担任の柚木先生との三者面談で、父親を演じてほしいと頼まれてしまい……!?
第49話「去年マリエンバートで」鬱映画を紹介してくれる人気ポッドキャスト番組「一昨年マリエンバートで」の配信者、シネマドモアゼルこと沙織と友人になった亜美。沙織から「ファンから奇妙な映像が入ったUSBが送られてくる」という悩みを聞いた亜美は、ミノルも巻き込み、やめさせようとするのだが……。
第50話「キューティブロンド」弁護士を目指す美帆の下に訪れた美青年、相間玲司。彼は服役中の美帆の恋人、リッチーと「府中刑務所で同室だった」と告げ、彼から美帆へのメッセージを預かっているというのだが……。
第51話「ペイフォワード」「1人に親切にしてもらったら、別の3人に親切を返す」という「ペイフォワード」に、チャレンジすることにしたミノルだが、なかなか機会が訪れない。そこでミノルは、偶然再会したヒバリに「何かお願い事はないですか！？」と尋ねてみるのだが……。
第52話「猫が行方不明」愛猫ジョーンズが行方不明になってしまい、憔悴しきったミノルは、探偵事務所を開業した樽井にジョーンズ捜索の応援を要請する。樽井は強力な助っ人を呼ぶことを提案、何でもその助っ人は「女の勘」が優れすぎていて、政府の機密情報漏洩犯の居場所まで特定したことがあるというのだが……。
第53話「運命のボタン」樹里は、謎の男から渡された「押せば100万ドルもらえるが、見知らぬ誰かが死ぬ」ボタンをもて余し、恋人スズカに託す。最初は押す気満々だったスズカに、謎の影が迫る……‼
第54話「トワイライト」突如『トワイライト』シリーズに猛烈にはまってしまった美帆。しかしブームはとっくに過ぎており、周りに語れる相手がいない上に、大事な司法試験も迫っていて……。
第55話「パターソン」『パターソン』に影響され、詩を書きはじめたものの、どうしてもうまくいかないミノルは、亜美に勧められ、詩作のクラスに参加する。そこで新しい友達もできたのだが、どうもその男には見覚えがあり……。
第56話「バックトゥザフューチャー」潤とカイル１から、それぞれ「コミコンへ行って！」と懇願される亜美。気が進まなかったが、カイル１から「そこでママはパパと出会うことになる」と聞き、ミノルを誘って行こうとするのだが……。
映画祭用エピソード「チェイシング・エイミー」「彼女ができた！」というミノルを祝福した亜美だったが、ミノルは浮かない顔。何故なら彼は、恋人風華の浮気を疑っていたのだ。ミノルから頼まれ、亜美は、親友美帆と共に風華を尾行するのだが……。

### シーズン４
現在配信中の最新シリーズ。チャンネルの紹介文は「新コンセプト！「みんなで作る映画かよ。」を掲げ、視聴者様と一体となって物語を紡ぐ「映画ヲタ奇譚」。是非ご賞味あれ！」。2024年11月17日～2025年2月24日まで、モーションギャラリーにて初のクラウドファンディングが行われたことに由来している。クラウドファンディング開催中から、シーズン４第１話目にあたる、第57話「ドッペルゲンガー」が公開された。
第57話「ドッペルゲンガー」東京コミコンにて、ミノルの態度に憤慨し、一人で会場を出てきた亜美だったが、当のミノルから電話があり「東京コミコン、今日行ってないって！」と言われ、驚愕する。ではさっきまで一緒にいたのは誰だったのか……そして、カイル１が行っていた「ここでママはパパに会う」は、実現するのか。第56話「バックトゥザフューチャー」の続きにして謎解き回。
第58話「ショーシャンクの空に」出所した最愛の恋人、リッチーと暮らしはじめてしあわせな美帆。しかし、犯罪歴のあるリッチーの職探しは難航する。不安になる美帆を励ましたのは、意外な人物で……！？

## チャンネル内コンテンツ

### 映画かよ。の人々 -Mockumentary-
『映画かよ。-Like in Movies-』の主な登場人物を紹介する、モキュメンタリー動画シリーズ。中心人物であるミノル、亜美、オトのほか、映画何でも屋スズカの、本編では語られていない、人物像や裏設定などが描かれるスピンオフ作品集である。
Minoru vol.1 ミノル・ハード主人公の一人、ミノルが、渋谷の映画館やカフェを巡りつつ、幅広いジャンルの映画を観ていることや、つまらない映画をこれから観ようとしている友人に対するエチケットなどについて語る。なお、一番観た映画は『ダイ・ハード』とのこと。珍しく映画Tシャツを着ていない彼の姿を見ることもできる。
Oto vol.1 乙村についての１０のこと主人公の一人、オトが、映画と自分の距離感などについて語る。年間1,000本以上鑑賞していること、「映画とは一期一会だと思っているので、一度観たものを観返すことはほとんどない」こと、メジャー作品よりもインディーズや単館上映ものを好むことが明かされる。そして物語の最後に、1枚のDVDに、ロマンティックな夢を託す。
Ami vol.1 500日のアミー主人公、そして人気キャラの一人、亜美の映画に対する思い、そして友情と恋愛について語られる。壮絶な映画おたくでありながら、友人は多く、映画おたく以外の友人も貴重であることや、恋人は映画おたくでない方がいいという本音が明かされる。のちに人気キャラへと成長を遂げる、亜美の元彼くりす☆ちゃんこと小宮山栄太の初登場エピソードでもある。
Oto vol.2 オトはデジャブタイムループに陥ったオトは、500回以上同じ1日を繰り返す羽目に陥るのだが、その過程でミステリアスな美女に出会う。何とか彼女とお近づきになりたいオトは、タイムループを悪用しようと企てるが……。モキュメンタリーというよりも、短編小説のような一作品である。
映画かよ。Ep20.1「花とスズカ 」～スピンオフ・モキュメンタリー～最も人気のあるキャラクターの一人、「映画何でも情報屋」スズカが、ビジネスのことや、本編中では明かされたことのなかった自身の生い立ち、そして父親との関係について語る。父親の南雲から、幼少時より映画英才教育を受けたおかげで、友人が少ないことや、「若いうちから、ネオレアリズモやら、アメリカン・ニューシネマやら、ニュー・ジャーマン・シネマやら観すぎて、リアルな世界に、夢も希望もなくしちゃった」ことなどを語る。いつもはミステリアスなスズカの内面や親子関係が興味深く、不思議な安らぎに満ちている、人気エピソードの一つである。

### 映画かよ。１分動画シリーズ
再生時間が１分の動画シリーズ。本編に登場するキャラたちの「その後」や、再生時間が20分前後の本編を視聴する前に、「映画かよ。ワールド」の雰囲気を知ることができるコンテンツである。
Vol.1～Vol.5までは、5つのエピソードからなる5分の動画だったが、Vol.6以降は1分間で1つの寸劇を配信するスタイルに変更された。
「ONE MINUTE」Vol.1 〜映画かよ。１分動画シリーズ〜「地下鉄のザジ」「ダンケルク」「地獄の謝肉祭」「ディセント」「ブリジット・ジョーンズの日記」からなる寸劇集。「一番好きな映画は？」と訊くときの映画オタクの本音や、ネタバレについての見解などが語られる。
「ONE MINUTE」Vol.2 〜映画かよ。１分動画シリーズ〜「ペパーミント・キャンディ」「燃ゆる女の肖像」「MCU」「ゼイリブ」「オデッセイ」からなる寸劇集。映画おたくの「観てない映画ないの!?」問題ほか、サングラスかけろ！　かけない！のゼイリブ的不毛な殴り合いなどが見られる。
「ONE MINUTE」Vol.3 〜映画かよ。１分動画シリーズ〜「ダンサー・イン・ザ・ダーク」「冒険者たち」「グリーンブック」「ファニーゲーム」「ストレンザー・ザン・パラダイス」からなる寸劇集。街で映画Tシャツを着ている他人や、映画のまちがった情報を語っている他人を見つけたら問題や、映画好きの友人へのプレゼントの選び方などが語られる。
「ONE MINUTE」Vol.4 〜映画かよ。１分動画シリーズ〜「ゾンビ」「サウンド・オブ・メタル」「ファントム・スレッド」「ダイ・ハード」「真実の行方」からなる寸劇集。ゾンビは呼び方が重要説のほか、二重人格キャラの楢川が、別人格のタイラーDと対話するなど興味深い様子を見ることができる。
「ONE MINUTE」Vol.5 〜映画かよ。１分動画シリーズ〜「ゴースト・ドッグ」「アバウト・タイム」「アベンジャーズ」「複製された男」「ベスト・キッド」からなる寸劇集。タイムトラベル映画の世界的権威、樽井でも合コンへ行くことが明かされ、またスズカと樹里の「ジェイク（・ギレンホール）がジェイクを憐れむなんてご馳走でしかない」は、多くの女性ファンの共感を集めた。
映画かよ。１分映画トーク No.26「ワイルドスピード」タイムトラベル映画の世界的権威、樽井が、ミノルとの会話の中で「昔はタイムトラベルはジャンルの映画のジャンルの一つだったのに、今じゃ困ったときの便利ツールとして使われている」と嘆きつつ、次のタイムトラベル映画を予測する。
映画かよ。１分映画トーク No.27「ビッグリボウスキ」松ちゃんこと松岡とミノルが、「つまんなかった映画がいつの間にかカルト映画扱いされるのあるあるだよね」と語りつつ、次に世間が「カルト映画」と呼び始めそうな映画を予測する。
映画かよ。１分映画トーク No.28「キンダガートンコップ」街中で偶然JOBこと「ジャパン面白い映画を撲滅させない会」メンバーを見つけて声をかける亜美。立ち話の中で、JOB女史がウクレレを始めるきっかけとなった意外な映画を知って驚く。
映画かよ。１分映画トーク No.29「ドグマ」ミノルがスズカに、女性と一緒に映画を観ていたときの失敗を語り、映画おたくが相手の気持ちを考えずに、つい犯してしまう失敗について指摘される。
映画かよ。１分映画トーク No.30「奇跡の海」新婚の後輩、若菜から相談を持ちかけられる亜美。映画の話をして勇気づけるが、若菜は現実と混同してしまい……!?
映画かよ。１分映画トーク No.31「アバウトアボーイ」ミノルと鶴野が、映画の原作を読むかどうかについて語る。ミノルは映画を先に、鶴野は原作を先に見る派で、相容れない二人は……。
映画かよ。１分映画トーク No.32「この街を誰も出てはいけない」ミノルはかつての出演作『この街を誰も出てはいけない』を観て感動した、という風華から声をかけられるのだが……。
映画かよ。１分映画トーク No.33「勝手にしやがれ」自作の映画で訴訟騒ぎが起こり、妻・京子の実家で隠遁生活を送る塩原。京子の両親は塩原に洗脳され、ある過ちを犯してしまう。
映画かよ。１分映画トーク No.34「リーサルウェポン」悪徳刑事、原に「刑事が好きな刑事映画」について尋ねるミノル。そして事態は「思わぬリクルート」へ繋がり……。
映画かよ。１分映画トーク No.35「ハードコア」かつて「シンメトリーチェッカー」として映画の現場で働いていたセツコが就いた、新しい技術職について亜美に語る。
映画かよ。１分映画トーク No.36「キングダム」親友で非映画おたくの美帆が、実は心霊系YouTuberが好きと知った亜美は、必死でカルトドラマ『キングダム』を美帆に勧めるのだが……。
映画かよ。１分映画トーク No.37「羊たちの沈黙」動物がひどい目に遭うシーンが見られない樹里は、「そういうシーンはないよ」とミノルから教えてもらい、やっと『羊たちの沈黙』が観られると喜んだのだが……。
映画かよ。１分映画トーク No.38「ブックスマート」「ブックスマート観たよ！　よかったよー！」と風華に言われて嬉しくなるミノル。しかし会話しているうちに、自分がまちがった解釈でレビューを書いたことに気付いてしまい……！
映画かよ。１分映画トーク No.39「12 モンキーズ」空港にやってきたミノルと亜美。空港が出てくる映画の話になるが、お互いに、タイトルも役者名も思い出せない。しかし、何故か会話は成り立ってしまう「映画ヲタあるある」が描かれる。
映画かよ。１分映画トーク No.40「マダムインニューヨーク」『マダム・イン・ニューヨーク』に出てくるインドのお菓子、ラドゥーを、食べたくてたまらなかった亜美は、いつものように「映画何でも調達屋」のスズカに頼み、取り寄せてもらうのだが……。
映画かよ。１分映画トーク No.41「500ページの夢の束」「偶然が多すぎる映画が気になる」と苦言を呈し、「映画の中の偶然は序盤で起こるべき」力説するミノルに、亜美は「じゃあスター・ウォーズは？」「500日のサマーは？」「500ページの夢の束は？」と問いかける。ミノルの答えは……！？
映画かよ。１分映画トーク No.42「ブックスマート No.2」『ブックスマート』が大好き！ということで意気投合したミノルと柚月先生。中でも大好きなあのシーンを、二人で再現してみよう！と意気込む柚月先生に押されて、試してみることになるのだが……！
映画かよ。１分映画トーク No.43「ゼロエフェクト」念願叶って探偵事務所を開業した樽井を、素直に祝福するミノル。しかし樽井は、映画に憧れるあまり、奇妙な営業方針を打ち出してきて……。
映画かよ。１分映画トーク No.44「ダウンバイロー」「この世の全ての映画を見ている」スズカの父に、「会ってみたい！　語り合いたい映画があるんだよねー！」という亜美。しかしスズカのパートナー、樹里は「やめた方がいいよー」と苦い顔。一体何故……！？

### ショートかよ。
YouTubeショートにて公開されている、１分程度の縦長動画のシリーズ。映画にまつわるあれこれをネタにしており、出演俳優も映画かよ。Like in Moviesの俳優たちだが、映画かよ。本編のキャラクターとは別人が演じられている。また、フルカラーの動画集であることも、モノクロの本編とは大きく異なっている。
ショートかよ。No.1「ナンパ」読書する美女に、しつこくナンパしてくる男。しかしその誘い文句は「DUNE 砂の惑星パート２見に行こ♪」誘われた女性は……。
ショートかよ。No.2「ネタバレ」西暦2049年。ネタバレ禁止法が施工された世界。スマホで楽しく映画鑑賞している男に、厳しい表情を浮かべた二人の刑事が近づいてゆく……。
ショートかよ。No.3「配信終了日」「俺最近映画にはまってさぁ」という彼氏に、オススメ映画を教えた彼女。せっかくのデートがまさかの展開に！？
ショートかよ。No.4「張り込み」鋭い視線で容疑者を見張る二人の刑事は、容疑者がスマホで映画を観ていることに気付く。何を観ているのか気になって仕方がなくなってしまい……。
ショートかよ。No.5「初めて」実は映画館に行ったことがない、と告白し、男友達に驚かれる女性。彼女は「あること」を恐れ、映画館に行けないでいたのだった……。
ショートかよ。No.6「オススメ」店員が「オススメ映画を教えてくれる」と噂のカフェに訪れた男女。早速イケメン店員に「彼女にオススメの映画ある？」と尋ねてみると……！？
ショートかよ。No.7「映画祭」路上で映画祭のチラシを配る男。受け取って興味を示してくれた女性と話してみたが、彼女は「先に結末を知りたい」今どきの見方をする人で……！？
ショートかよ。No.8「泣く女」突如大粒の涙をこぼして泣き始める美女。「大丈夫！？」友人はそんな彼女を気遣い、涙の訳を訊いてみるのだが……。
ショートかよ。No.9「配信狩り」近頃ちまたでは新手の強盗が流行っているという……映画好きで、複数の配信サービスに入っている貴方は要注意！？
ショートかよ。No.10「怖い事」先日映画館で、「世にも恐ろしいマナー違反」に出会ったと語る女性。彼女は一体、どんな振る舞いを目の当たりにしたのか？
ショートかよ。No.11「未来が見える秘書１」優雅な物腰、しかし鋭い視線の秘書が、オフィスをめぐる。実は彼女、不思議な力の持ち主で……。
ショートかよ。No.12「菓子ハラ１」「あの人、私をじっと見てくるんです！　これはハラスメントですよね？」強い調子で訴える女性。しかし、彼女の上司は……。
ショートかよ。No.13「５年後」「最後に、皆さんの将来のヴィジョンを聞かせてください」面接で問われ、フレッシュな若者たちが答えた彼らの未来予想図は。
ショートかよ。No.14「タイムトラベル」「あのクライアント、カッコいいよね♪」ウキウキする女性社員に対して、意味深に微笑む「派遣のコ」の正体は！
ショートかよ。No.15「菓子ハラ２」「あの人、私をじっと見てくるんです！」再び、上司に強い調子で訴える女性。しかし上司は「仕方ないじゃないか」言いながら彼が差し出したものは……？
ショートかよ。No.16「未来が見える秘書２」切れ者の秘書がオフィスを巡れば、何かが起こる……今回彼女が配備したのは、クッションと10円玉で？
ショートかよ。No.17「贈り物」人目を避けて、オフィスに忍び込む女性。彼女はある席にたどり着くと、懐から何かを取り出す……。

### 映画かよ。Like in Movies YouTube Live
シーズン３より、新作が公開される毎に、駒谷揚監督と出演者による「エピソード振り返りLIVE」が行われている。
内容は、映画かよ。最新作の作品解説や撮影小話のほか、映画かよ。出演俳優の他作品の感想や解説、劇場公開中の話題作の感想などである。

## 評価

### シーズン１
- Slamdance Film Festival（スラムダンス映画祭）（入選）
- GeekFest Toronto（Best Web Series 受賞）
- Irvine International Film Festival（入選）
- deadCenter Film Festival（入選）
- Tokyo Lift-Off Film Festival（入選）
- Seoul Webfest（Best Concept受賞）
- T.O. WebFest（入選）
- Sicily Web Fest（脚本賞受賞）
- Västerås Filmfestival（入選）
- Bilbao Seriesland Web Fest Festival（主演男優賞、新シリーズ賞、ライジングスター賞、Quill賞ノミネート）
- Baltimore Next Media Web Fest（Best Comedy Foreign Language、監督賞、脚本賞ノミネート）
- Lima Web Fest（入選）
- Orlando Film Festival（Best Web Series賞、Best Foreign Short賞ノミネート）
- Oregon Independent Film Festival（入選）
- Copenhagen Web Fest（入選）
- NZ Web Fest（アンサンブル演技賞、脚本賞ノミネート）
- Asia Web Awards（編集賞受賞）（監督賞、コメディ賞、脚本賞ノミネート）
- Jaipur International Film Festival（Web Series部門 ブロンズ　受賞）
- Indie Series Awards（Best International Seriesノミネート）
- International Online Web Fest（ミノル役、伊藤武雄が新人男優賞受賞）
- Cinequest Film & VR Festival（入選）
- Lima Web Fest（第7話「美女と時計とアブナイお願い」メジャーシリーズ賞ノミネート）
- Unrestricted View Film Festival（WEBシリーズ部門に入選）

### シーズン２
- 10th DC Web Fest（入選）
- Cusco WebFet（入選）
- Seoul Webfest（Best Screenplay（脚本賞）受賞、Best Web Series (作品賞)・Best Cinematography（撮影賞）ノミネート）
- T.O. WebFest（入選）
- Nouvelle Vague Awards（コメディ部門ノミネート）
- Sacramento Underground Film & Arts Festival 2022（第12話「スクールオブロック」入選）
- Nippon Connection 2022（入選）
- 日本コメディ映画祭（フリースタイル部門入選）
- Apulia Web Fest（The Best International Webseries賞・Best Cast賞ノミネート）
- New Jersey Web Festival 2022（Best Premise（設定）賞ノミネート）
- Miami Web Fest 2022（Best Comedy賞ノミネート）
- Melbourne Web Fest 2022（Best International Spotlight賞ノミネート）
- Baltimore Next Media Web Fest（Best Duo or Trio in Comedy（ベストコンビまたはトリオ賞）を伊藤武雄、森衣里、谷口亮太が受賞、外国語コメディ賞ノミネート）
- Bilbao Series Land（クイール賞受賞）
- Los Angels Web Series Fest（ベストウェブシリーズ賞、ベスト撮影賞ノミネート）
- NZ Web Fest（ベスト脚本賞受賞、ベストシリーズ賞・ベスト演技賞（全員）ノミネート）
- Rio Web Fest（ベストキャスト賞ノミネート）
- Asia Web Awards 2022（Best Comedy賞受賞）

### シーズン３
no
- The Project-Nerd Film Festival（Best Web Series受賞）
- T.O.WebFest（映画祭用エピソード「チェイシング・エイミー」アンサンブル演技賞ノミネート）
- Minnesota WebFest（ベストコメディシリーズ賞ノミネート）
- Baltimore Next Media Web Fest（Best Duo or Trio in Comedy シーズン３が入選）
- Bilbao Seriesland Web Fest Festival（入選）
- New Jersey Web Fest（ベストアンサンブル演技賞ノミネート）
- Lima Web Fest（入選）
- NZ Web Fest（映画祭用エピソード「チェイシングエイミー」撮影賞受賞）
- The Yonkers Film Festival（入選）
- Miami Web Fest（入選）

## メディア出演
- DANRO「ひとりで全部できちゃうんじゃない？」映像ディレクターが見つけたウェブシネマの可能性（2021年6月1日）駒谷揚インタビュー
- 遊の部屋（2022年1月4日放送第44回、出演：駒谷揚、伊藤武雄、森衣里、谷口亮太）
- FMラジオ川越「Break a leg」（2023年7月17日放送、出演：駒谷揚）